# 2007 WD5
2007 WD5は、2007年11月20日にカタリナ・スカイサーベイのアンドレア・ボアッティーニによって発見された、地球近傍小惑星の一つである。発見当初、2008年1月30日に火星に衝突する可能性のあることが指摘され、注目を集めた。

## 発見
この小惑星は2007年11月20日、アメリカ合衆国アリゾナ州ツーソンのレモン山天文台でアンドレア・ボアッティーニによって発見された。このとき使用された望遠鏡はNASAと共用の1.5メートルの反射望遠鏡。発見時は、おうし座の位置にあり、明るさは20等星だった。これは、町の明かりの影響がない場所で肉眼で確認できる星の40万分の1の明るさである。発見から19日後、この小惑星は地球近傍を通過した。火星近傍に達する頃には、明るさは100倍以上暗い26等級にまで落ちた。

## 1908年ツングースカ大爆発との比較
2007 WD5は、1908年シベリア、ツングースカ上空で爆発した彗星とほぼ同サイズである。地球の場合、重力が大きいのでこの規模の天体衝突は数百年に一度程度の確率で発生するが、火星の質量は地球の約十分の一しかないため、小惑星をひきつける力が弱くこの規模の天体衝突は千年に一度しか発生しない。

## 位置と衝突の可能性
2007 WD5は発見される直前の2007年11月1日に約750万kmの距離まで地球に接近し通過していた。発見されたのはそれから19日後のことである。また、その後の調査で11月8日に撮影された3枚の画像に写っていた事が判明したが、撮影直後に気づいたものは誰もいなかった。
2007年12月21日、2007 WD5は地球 - 火星間を12.47km/sの速さで移動していた。NASAのNear Earth Object Program (NEOP) によるこの時点での予測では、2008年1月30日10時55分 (UTC)、火星に3万5000kmまで接近し、75分の1の確率で火星に衝突するとされていた。
2007年12月28日、the Near-Earth Object programのジェット推進研究所でNASAの科学者は、プレカヴァリー法 (en:Precovery) を用いて、2007年11月8日に撮影された3つの写真から2007 WD5を発見したと発表した。また、前回発表より精度の高い予測では、火星最接近時の距離の誤差が100万kmから40万kmに減少し、火星に衝突する確率は25分の1になった。。このときの予測では、火星に2万1000kmまで接近し、また衛星ダイモスから僅か1万6000kmの位置を通過するとされていた。なお、3つの写真はAndy Puckettがアパッチポイント天文台のスローン・デジタル・スカイ・サーベイIIのアーカイブから発見した。
2008年1月2日、マグダレナ・リッジ天文台の2.4メートルの天体望遠鏡を使ったBill Ryanによる追加観測の報告を受けて、NASAの科学者は小惑星の火星への衝突確率を28分の1に修正した。誤差は20万kmで、まだ火星への衝突の可能性は残されていたが、若干可能性は低くなった。
2008年1月9日には衝突の確率が1万分の1程度となって、ほぼ衝突する可能性のないことが確認された。
万一小惑星が火星に衝突した場合、衝突時の速さは13.5km/s、衝突時のエネルギーはTNT換算で3メガトンに達し、また火星の大気は薄いため、小惑星はほとんどそのまま火星上に落下し直径約800mのクレーターが生じると見られていた。このクレーターの大きさは、アメリカ合衆国アリゾナ州にあるバリンジャー・クレーターとほぼ同じである。NASAの公式発表では、仮に火星に落下した場合はオポチュニティのいる位置から北に落ちるとしていた。
2003年7月、小惑星は火星から0.023天文単位の位置を通過した。2007 WD5は軌道傾斜角が2.3度、離心率0.6という軌道のため、数年から数十年後にも火星か地球に接近すると見られているが、2013年現在観測されず、行方不明である。